# اتحادیه آتاراباری
اتحادیه آتاراباری (به لاتین: Atharabari Union) یک منطقهٔ مسکونی در بنگلادش است که در Ishwarganj Upazila واقع شده‌است.
 اتحادیه آتاراباری  ۳۰,۳۲۲ نفر جمعیت دارد.